# 若宮神社 (掛川市)
若宮神社（わかみやじんじゃ）は、静岡県掛川市にある神社。社格は村社。

## 由緒
大雀命を祭神とする当社は、大宝元年（701年）に勧請されたものと伝えられている。享保年間（1716年 - 1735年）に、洪水の害を受けて古文書など、ことごとく流失したため其の由緒は明確ではない。古老からの言い伝えによると三熊野神社の御伴の神として祀られた。